# 한국서예가협회
한국서예가협회(韓國書藝家協會)는 1965년 6월에 창립된 단체이다.
서예가들의 권익옹호와 서예의 발전을 위해 발족된 범(汎)서예가들의 단체로 매년 정기적으로 발표회를 열고 있다. 1971년 제6회의 한국서예가협회전을 가졌고, 1982년 제17회 한국서예가협회전을 아랍문화회관에서 열었다.  창립회원은 배길기, 유희강, 민태식, 원충희, 배종승, 김충현, 조영준, 이기병, 김응현, 장인식, 박병규, 오제봉, 현중화, 박번, 강창원, 유인식, 김효수, 김광업, 안규동, 이상복, 정재오, 배재식, 이석수, 허홍, 김재화, 금기풍, 신봉식, 신경희, 허후, 윤덕생, 양진이, 박태준, 김진화, 부달희, 김응호이다.